# 曾智勇
曾智勇（1962年2月28日—），民主進步黨黨籍，是臺灣屏東縣三地門鄉排灣族口社部落出身的政治人物，現任原住民族委員會主任委員。父親曾明標為口社部落頭目、屏東縣議員、長老教會牧師。國立臺灣大學法律系畢業，曾任律師事務所助理、屏東縣牡丹鄉公所課員、屏東縣政府民政局課員、高雄縣茂林鄉民代表會秘書、屏東縣政府秘書、屏東縣三地門鄉代理鄉長、屏東縣原住民處處長。
2011年8月24日，獲民主進步黨徵召代表民進黨參選2012年中華民國立法委員選舉山地原住民選舉區，但未取得席次。2016年1月15日，出任原住民族委員會原住民族文化發展中心主任。2024年5月20日，獲任命為賴清德政府卓榮泰內閣的首任原住民族委員會主任委員，也是排灣族人二度擔任原民會主委。

## 新聞事件

### 人鬼兼具說
2024年8月，曾智勇首次以原民會主委身分出席新竹縣尖石鄉泰雅族歲時祭儀暨縣運活動，在台上致詞發言時提到「我們原住民是人也是鬼」引發議論。

## 選舉紀錄
| 年度 | 選舉屆數               | 選舉區                 | 所屬政黨   | 得票數    | 得票率 | 當選標記 | 備註 |
| ---- | ---------------------- | ---------------------- | ---------- | --------- | ------ | -------- | ---- |
| 2005 | 任務型國民大會代表選舉 | 任務型國民大會代表選舉 | 民主進步黨 | 1,647,791 | 42.52% |          |      |
| 2012 | 第八屆立法委員選舉     | 山地原住民選舉區       | 民主進步黨 | 9,968     | 8.54%  |          |      |

## 外部連結
- 屏東縣政府原住民處處長曾智勇 （页面存档备份，存于）
- 屏東縣政府Tseng Chih-Yung（曾智勇）[永久]

| 中華民國政府職務   | 中華民國政府職務                             | 中華民國政府職務 |
| ------------------ | -------------------------------------------- | ---------------- |
| 行政院             |                                              |                  |
| 前任： 夷將·拔路兒 | 原住民族委員會主任委員 第三任 2024年5月20日- | 現任             |